# Concrete and Steel
Concrete and Steel (с англ. — «Бетон и сталь, железобетон») — двадцать восьмой сингл американской блюз-рок-группы ZZ Top, второй сингл альбома Recycler, выпущенный промосинглом добрался до первого места в  Album Rock Chart 1990 года

## О песне
Сингл записывался в 1990 году в ходе работы над альбомом Recycler. На этом альбоме группа представила половинчатое решение между желанием вернуть в творчестве полноценный блюз начала карьеры, но при этом сохранить коммерческий потенциал последних двух альбомов. В результате не получилось ни того, ни другого, но компромисс в той или иной мере удовлетворил как критиков, так и слушателей, причём среди последних как почитателей блюза, так и многочисленных новоиспечённых адептов середины 1980-х. Concrete and Steel, открывающая альбом песня (после пятилетнего перерыва) в большей степени находилась в русле последних, коммерчески успешных альбомов. В частности, в ней была использована драм-машина, создавшая многослойную текстуру партии ударных. В остальном отзывы были умеренно положительными. «Хард/блюз-рок трек с плотными повторяющимися риффами» , «на самом деле не такая и плохая» «лучшая на первой стороне пластинки».
По мнению Роберта Кристгау одна из двух «крепких» песен на альбоме.
Сингл был выпущен только в промо- формате для распространения на радиостанциях, содержал только одну песню, собственно Concrete and Steel и возглавил Album Rock Chart в США.

## Участники записи
- Билли Гиббонс — гитара
- Дасти Хилл — вокал, бас-гитара
- Фрэнк Бирд — ударные, перкуссия

Технический состав
- Билл Хэм — продюсер